# Sergio Bianchetto
Sergio Bianchetto (Torre di Padova, 16 febbraio 1939) è un ex pistard e ciclista su strada italiano.
Da dilettante fu campione olimpico di velocità su tandem nel 1960 a Roma e nel 1964 a Tokyo; gareggiò poi come professionista dal 1965 al 1970.

## Carriera

### Dilettante

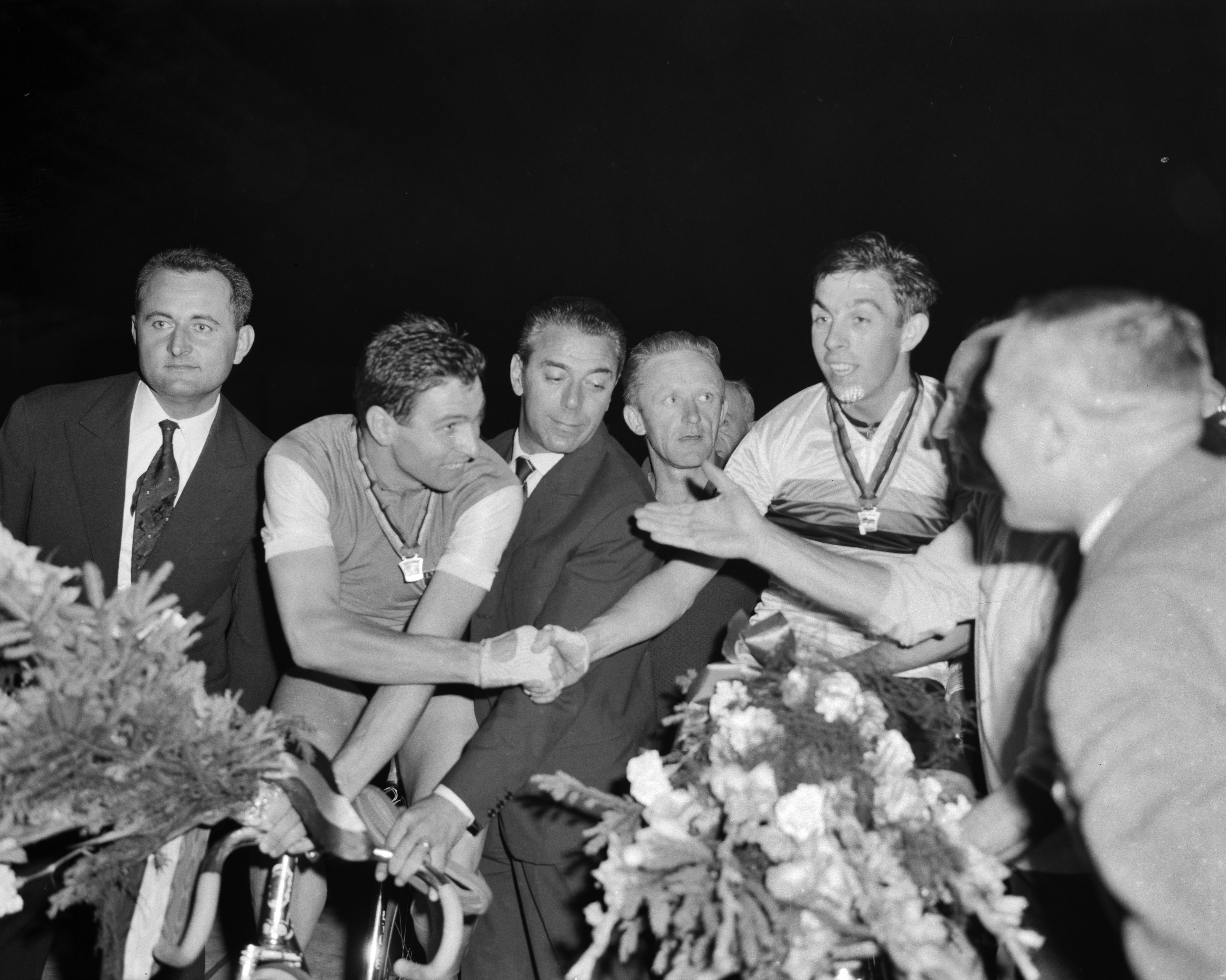
Bianchetto (a sinistra) stringe la mano a Patrick Sercu dopo la premiazione della velocità dilettanti ai Campionati del Mondo di Rocourt 1963

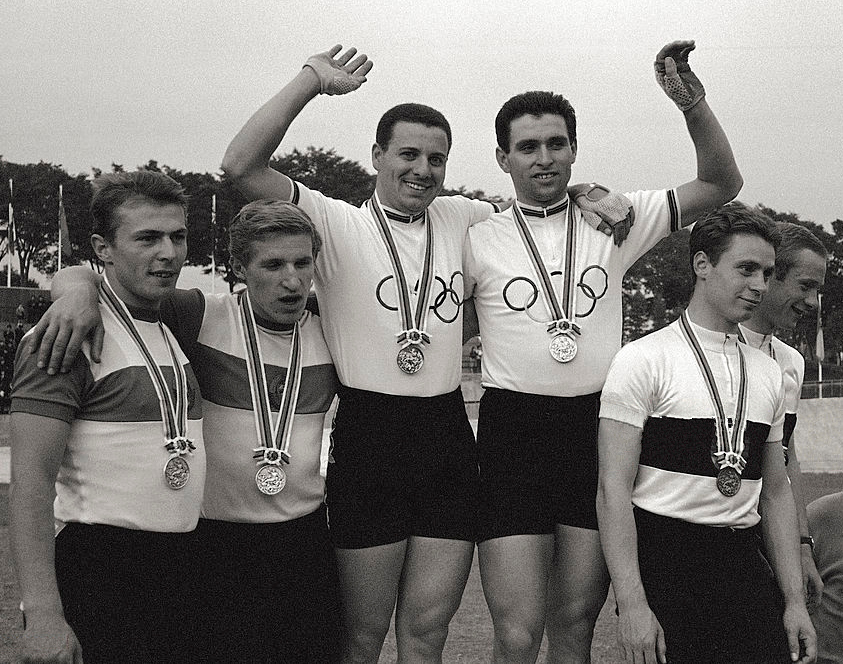
Angelo Damiano e Sergio Bianchetto sul gradino più alto del podio nel tandem alle Olimpiadi di Tokyo 1964

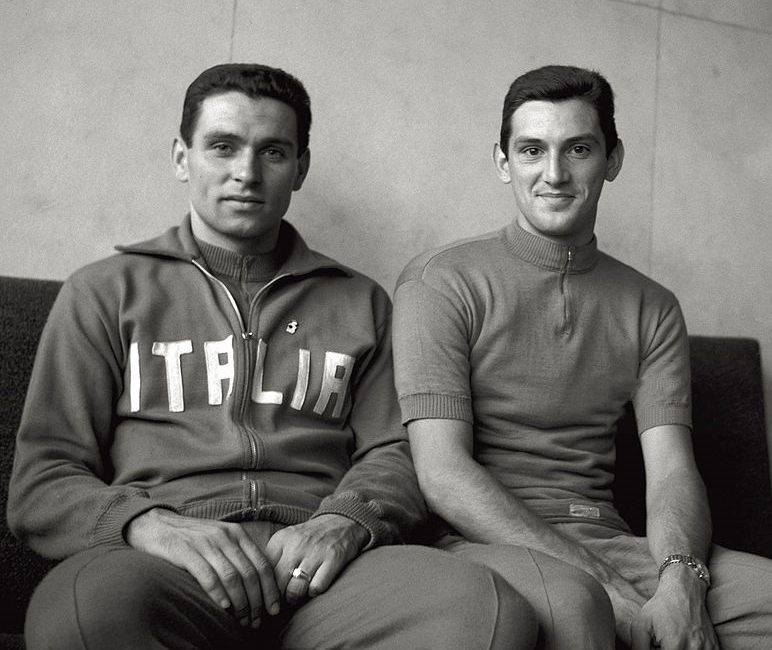
Sergio Bianchetto e Vanni Pettenella rispettivamente medaglia d'argento e d'oro nella velocità alle Olimpiadi di Tokyo 1964

Bianchetto ottiene la sua prima affermazione nel tandem, specialità in cui vince il campionato italiano nel 1957, in coppia con Sante Gaiardoni. 
Nella velocità è medaglia di bronzo ai Giochi del Mediterraneo di Beirut (ottobre 1959), dietro a Gaiardoni e Gasparella. 
Ai Giochi olimpici di Roma 1960, chiuso dai due più forti compagni di squadra, Bianchetto è dirottato a gareggiare nella velocità su tandem, in coppia con il coetaneo Giuseppe Beghetto e si aggiudica la medaglia d'oro. 
Passati al professionismo i due rivali, Bianchetto vince il titolo mondiale nel 1961 a Zurigo e nel 1962 a Milano nella velocità dilettanti, davanti al suo compagno di tandem Beghetto. Quest'ultimo, peraltro, lo batte ai Campionati italiani del 1961, pur contribuendo alla conquista della maglia tricolore con lo stesso Bianchetto nella specialità del tandem.
Ai Campionati italiani del 1962, Bianchetto è superato in finale da Vanni Pettenella e si consola vincendo nuovamente la maglia tricolore nel tandem, sempre in coppia con Beghetto.
Passato professionista nel 1963 anche Beghetto, Bianchetto è finalmente campione d'Italia nella velocità dilettanti. Trova un nuovo partner nel tandem in Angelo Damiano, con il quale vince il suo terzo titolo italiano consecutivo. 
Ai IV Giochi del Mediterraneo, disputatisi a Napoli, Bianchetto corre il chilometro da fermo e vince la medaglia d'oro, così come nel tandem, in coppia con Pettenella. 
Ai Campionati del mondo di Rocourt è battuto nella velocità dal belga Patrick Sercu e deve accontentarsi della medaglia d'argento. 
L'anno dopo, ai Campionati del mondo di Parigi, Bianchetto deve accontentarsi della medaglia di bronzo nella velocità dilettanti, dietro ai campioni di casa Pierre Trentin e Daniel Morelon. 
Ai Giochi olimpici di Tokyo 1964, però, la pista parla solo italiano. Bianchetto ottiene il bis d'oro nel tandem, con Angelo Damiano, ed è medaglia d'argento, nella velocità, battuto da Vanni Pettenella.

### Professionista
Bianchetto passa professionista subito dopo le Olimpiadi di Tokyo. I suoi successi però sono molto meno brillanti rispetto alla sua carriera precedente. Sul gradino più alto del podio dei campionati del mondo della velocità, infatti, si alternano il suo ex compagno di tandem Giuseppe Beghetto (1965, 1966 e 1968) e il belga Patrick Sercu (1967 e 1969). 
Bianchetto tuttavia riesce a conseguire un secondo posto nella Sei giorni di Montréal 1965 e nel 1966 si prende il lusso di battere in finale Beghetto conquistando il suo unico titolo italiano nella velocità professionisti. Convocato per i Campionati del Mondo è però costretto a cedere il posto alla "riserva" Pettenella.
Nella semifinale dei Campionati italiani 1968, a Varese, Pettenella lo costringe a un surplace di un'ora, 3 minuti e 5 secondi (nuovo record del mondo) fino a farlo stramazzare svenuto al suolo. Nello stesso anno, il tecnico della pista Guido Costa lo preferisce a Gaiardoni e Maspes e, finalmente, può partecipare ai campionati del mondo tra i professionisti. Raggiunge la semifinale, dove è battuto da Ron Baensch e poi si classifica quarto dietro all'eterno rivale Vanni Pettenella.  
Bianchetto si ritira dalla carriera agonistica nel 1970, dopo aver vestito le divise della Vittadello e della Ferretti.

## Palmarès
- 1960 (Dilettanti)

Giochi olimpici, Tandem (con Giuseppe Beghetto)
- 1961 (Dilettanti)

Campionati del mondo, Velocità Dilettanti
- 1962 (Dilettanti)

Campionati del mondo, Velocità Dilettanti
- 1964 (Dilettanti)

Giochi olimpici, Tandem (con Angelo Damiano)
- 1966

Campionati italiani, Velocità

## Piazzamenti

### Competizioni mondiali
- Campionati del mondo

Zurigo 1961 - Velocità Dilettanti: vincitore
Milano 1962 - Velocità Dilettanti: vincitore
Rocourt 1963 - Velocità Dilettanti: 2º
Parigi 1964 - Velocità Dilettanti: 3º
Roma 1968 - Velocità Professionisti: 4º
- Giochi olimpici

Roma 1960 - Tandem: vincitore
Tokyo 1964 - Velocità: 2º
Tokyo 1964 - Tandem: vincitore